# Cacciatori di zombi
Cacciatori di zombi (House of the Dead 2) è un film horror del 2005 diretto da Michael Hurst.
Sequel di House of the Dead (2003), è la seconda trasposizione cinematografica dell'omonima serie di videogiochi.

## Trama
Dopo essere stata sorpresa dagli amici del fidanzato con cui aveva un rapporto sessuale, Tresy se ne va dalla casa dell'amica, ma viene subito catturata e uccisa dal Dr. Curien. Il dottore porta il corpo della giovane, nel suo studio all'università, e le inietta del siero che dovrebbe resuscitarla, ma poiché non succede niente l'uomo si dispera. Apre una camera, dentro alla quale c'è Alice, la ragazza del film precedente, ormai diventata una zombie. Curien ha infatti ottenuto il siero dal corpo della ragazza. Successivamente, vede che il corpo di Tresy è scomparso, e se la ritrova dietro di lui, diventata una zombie. Dopo averlo aggredito e infettato, la ragazza dà il via a un nuovo contagio.
Alexandr  si trova in un ristorante insieme a un uomo conosciuto online. Quando viene a conoscenza che il cameriere è stato morso, lo uccide senza pietà e porta un'altra vittima in ospedale. Nell'autoambulanza, parla col suo collega Ellis, il quale le rivela della morte del fratello Tom, e dell'inizio di un'operazione molto importante. I due vengono informati dal colonnello di un'infezione scoppiata dentro un campus universitario. Lo scopo della missione è bloccare una nuova epidemia del tutto simile a quella che si era verificata nell'isola, e che si è ripresentata in quell'ateneo, e di prelevare un campione del morbo in modo da poterne ricavare un vaccino. Così Ellis e Alexandra, insieme al soldato Dalton, O'Conner, Henson, Bart, Nakagawa, Griffin e Rodriguez, vengono inviati dentro l'università.
Dopo il primo attacco degli zombie, Nakagawa viene morso. Alexandra consiglia di ucciderlo, ma Dalton gli taglia il braccio. Questo non pone fine alla sua mutazione, e i soldati sono costretti a uccidere sia lui che il dottore, morso a sua volta.
Tra i membri dell'unità scoppia un dibattito riguardante la loro missione, chi vuole favorire la creazione di un vaccino e debellare definitivamente la malattia e chi invece vuole sfruttarlo per scopi militari/strategici.
Nello stesso tempo, l'esercito di infetti sale a dismisura, e anche Alicia (dal primo film) si scopre essere tra essi; poiché è una delle prime contagiate la cura potrebbe trovarsi nel suo sangue.
Gli zombie uccidono gran parte degli agenti governativi, i restanti sopravvissuti decidono di lottare per la stessa causa: eliminare la minaccia, e dopo essersi rifugiati tornano indietro a uccidere gli infetti. Ellis e Alexandra riescono a ottenere il campione zero da Alicia, uccidendola. Subito dopo, scappano in fretta e furia dall'università, visto che entro qualche minuto l'intera zona verrà bombardata. Nella fuga, il campione zero viene perso, quindi i due, insieme a Henson, ritornano indietro per prendere campioni di sangue dal cadavere di Alicia. Dopo la scomparsa di Alexandria, la morte di Henson, e la distruzione dell'intera struttura, Ellis, l'ultimo rimasto, ha uno scontro con Bart, miracolosamente sopravvissuto. Bart intende prendere il campione ottenuto per venderlo a una società farmaceutica, per questo cerca di uccidere l'uomo, ma viene ucciso da Alexandria, sopravvissuta al crollo della struttura.  Ellis domanda alla donna se l'infezione sia realmente estirpata, e lei risponde di no. E mentre i due stanno tornando a casa loro, una nube di fumo e distruzione regna sulla città, attaccata dagli zombi.

## Distribuzione
La prima statunitense risale all'11 febbraio 2005. In Italia è stato commercializzato direttamente per il mercato home video, con l'uscita di un'edizione DVD il 7 febbraio 2007.

## Sequel
Un terzo film è stato prodotto esclusivamente per la messa in onda televisiva. Il titolo di lavorazione era House of the Dead 3, ma è stato cambiato in Dead & Deader.